# تندیووایز کیوبونی
تندیووایز کیوبونی (انگلیسی: Thanduyise Khuboni؛ زادهٔ ۲۲ مهٔ ۱۹۸۶) یک بازیکن فوتبال اهل آفریقای جنوبی است.
وی همچنین در تیم ملی فوتبال آفریقای جنوبی بازی کرده‌است.